# Het zwanenmeer

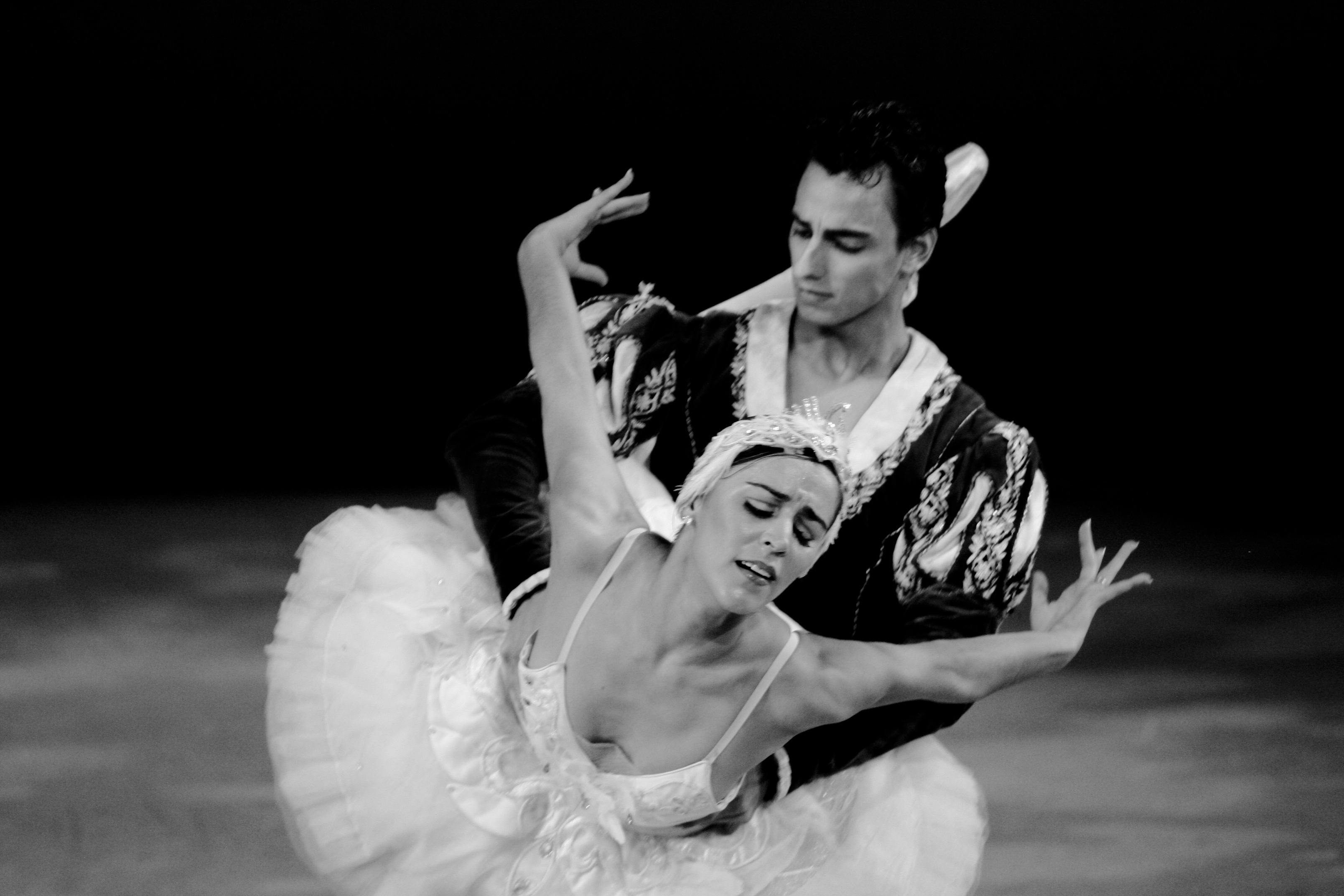
Patricia Delgado en Daniel Sarabia in de pas de deux van Odette en prins Siegfried (Miami City Ballet, 2007)

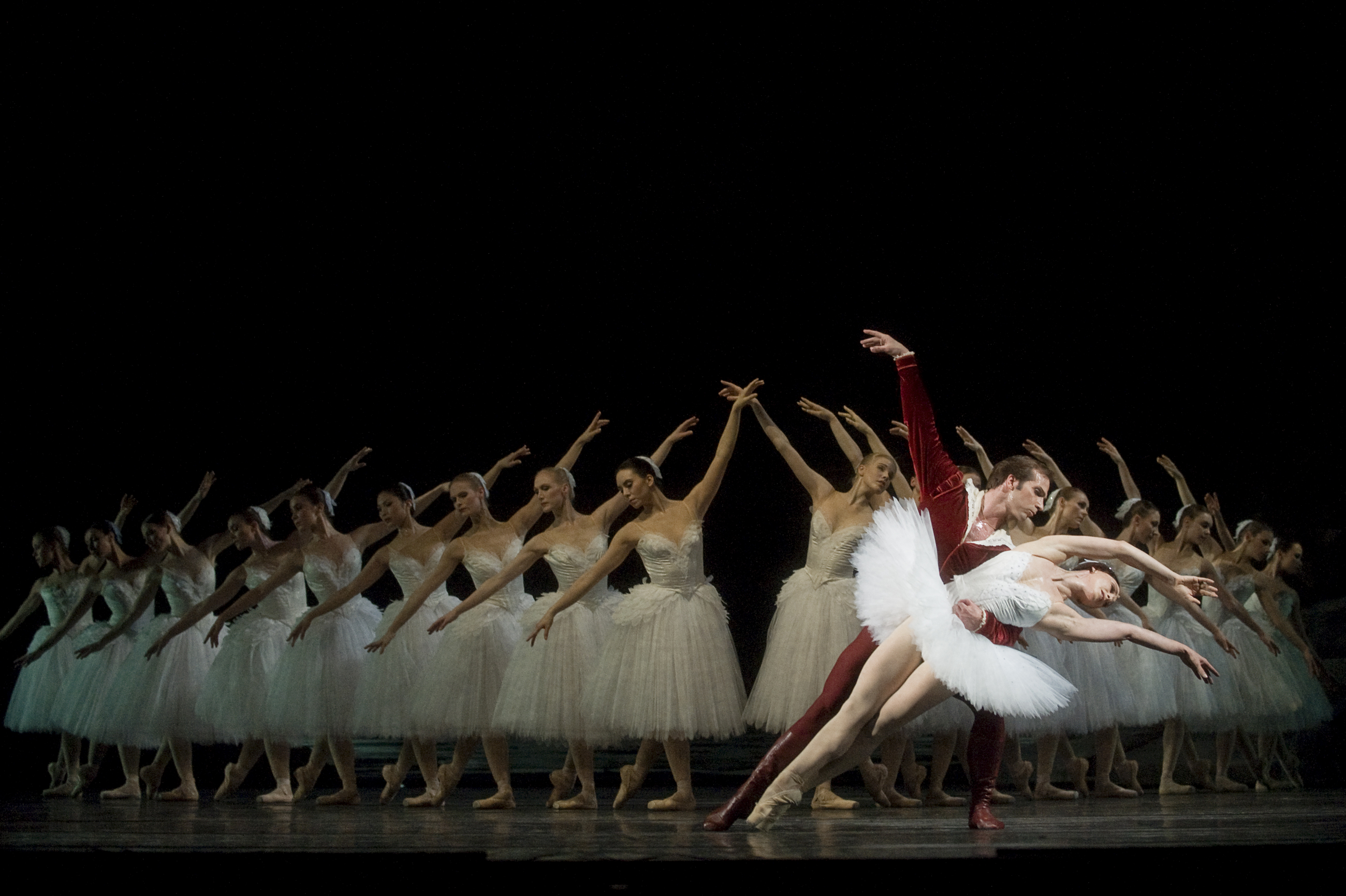
De pas de deux met het corps de ballet als achtergrond (Koninklijk Zweeds Ballet, 2008)

Het zwanenmeer (Frans: Le lac des cygnes; Russisch: Лебединое озеро, Lebedinoje ozero) is een klassiek ballet in vier bedrijven. Het Bolsjojballet bracht het stuk in première op 4 maart 1877 in het Bolsjojtheater te Moskou. Over wie het libretto schreef, bestaat onzekerheid. Vermoedelijk waren Vladimir Begitsjev en Vasily Geltser de auteurs. Het verhaal toont gelijkenissen met verschillende sprookjes, waaronder De gestolen sluier van de Duitse schrijver Johann Musäus en het Russische sprookje De witte eend. De oorspronkelijke choreografie is van Julius Reisinger. Tsjaikovski componeerde de muziek.
De eerste productie was geen succes. Het zwanenmeer werd pas populair na een herwerking door het Mariinskiballet in 1895. Marius Petipa en Lev Ivanov voorzagen hiervoor een volledig nieuwe choreografie. Hun versie geldt sindsdien als de traditionele uitvoering. Tsjaikovski zou ook een nieuwe partituur maken, maar stierf voor hij dit kon doen. Riccardo Drigo bewerkte de originele compositie tot de partituur die vandaag gebruikt wordt.

## Verhaal

### Synopsis (1895 revival)
Eerste bedrijf: Op het kasteel wordt de verjaardag van prins Siegfried gevierd. Hij is net meerderjarig geworden. De prins zelf is onbezorgd en uitgelaten, maar zijn moeder berispt hem. Ze waarschuwt dat hij op het volgende bal een meisje moet kiezen om mee te trouwen.
Tweede bedrijf: De prins en zijn gevolg zijn op jacht. Ze komen aan bij een meer met zwanen. Het gevolg stelt voor om de zwanen te schieten. Odette, de koningin van de zwanen, komt er tussen. Ze legt aan de prins uit dat er een betovering op hen rust. De zwanen zijn eigenlijk jonge vrouwen, maar de kwaadaardige tovenaar Von Rothbart betoverde hen. Iedere nacht nemen de zwanen even hun ware gedaante aan. Voor de kijker is het vaak moeilijk om uit te maken wanneer de ballerina's zwanen voorstellen en wanneer mensen. Dit maakt echter niet zo veel uit om het verhaal te volgen. Wanneer de prins Odette ziet, is hij op slag verliefd. De twee brengen een pas de deux en Siegfried vraagt Odette om naar zijn volgende bal te komen. Hij belooft met haar te trouwen. Odette zegt dat ze onmogelijk zijn bruid kan zijn voor de betovering verbroken is. De betovering dwingt Odette om opnieuw als zwaan naar het meer te gaan en scheidt zo de twee geliefden van elkaar.
Derde bedrijf: Siegfried is teruggekeerd naar het kasteel. De prins en zijn moeder ontvangen zes meisjes die de liefde van de prins willen winnen. De gasten komen van verre landen en brengen nationale dansen. Dan verschijnt Von Rothbart. Hij bracht zijn dochter Odile mee. De tovenaar gebruikte zijn magie om haar op Odette te doen lijken. Odile danst met de prins in een tweede pas de deux. Nadien verklaart de prins zijn liefde voor haar. Buiten het kasteel wanhoopt Odette bij dit verraad. De tovenaar en zijn dochter verlaten het feest in triomf.
Vierde bedrijf: Odette en de andere zwanen treuren aan hun meer. Wanneer Siegfried verschijnt, mijdt Odette hem tot hij Von Rothbarts bedrog uitlegt. Dan komt door toedoen van de tovenaar een storm opzetten. De twee geliefden vinden elkaar, maar verdrinken samen in het meer.

### Andere versies
Het zwanenmeer is vooral bekend zoals opgetekend voor de revival. Dat verhaal verschilt aanzienlijk van de oorspronkelijke versie. Von Rothbart was in 1877 nog een goedaardige tovenaar en de grootvader van Odette. Hij houdt Odette verborgen voor een boze stiefmoeder en geeft haar een magische tiara. Daarmee kan ze de gedaante van een zwaan aannemen en haar schuilplaats verlaten. De betovering was dus geen vloek, maar een vermomming. Ook de rol van Siegfried was heel anders. Hij belooft eerst trouw aan Odette, maar maakt op het bal anderen het hof. Wanneer Odette weigert hem te vergeven, grist hij de tiara weg. De betovering breekt en de boze stiefmoeder roept een storm op waarin de twee omkomen.
Deze versie bleek erg verwarrend te zijn. Voor de productie van het Mariinskiballet uit 1895 maakten Modest Tsjaikovski, Vladimir Begitsjev en Vasily Geltser aanpassingen aan het libretto. In de nieuwe uitvoering werd Von Rothbart de antagonist. Prins Siegfried werd sympathieker. De tragische ontknoping waarbij Odette en Siegfried omkomen in een storm bleef wel bewaard. In latere opvoeringen verdrinkt Odette zichzelf in het meer, wanhopig door het verraad van de prins. Siegfried, gebroken door verdriet, volgt haar. Al deze versies hanteren het thema van de dood als uitkomst van een onmogelijke liefde. Dit ligt in lijn met de romantische traditie waar het klassiek ballet op verder bouwt.
Een negatieve apotheose is afhankelijk van het publiek soms slecht verteerbaar. Daarom kwamen er in latere producties nog tal van alternatieve eindes. Soms werd de tragische dood van de helden behouden, maar aangevuld met een scène van Odette en Siegfried samen op weg naar de hemel. Dit was onder meer het geval in in de productie van het Sadler's Wells Ballet uit 1943. Soms wordt ook gekozen voor een duidelijk positief einde. Daarin volstaat een (nieuwe) liefdesverklaring van de prins of verslaat Siegfried de tovenaar in een gevecht.

## Personages
De volgende personages zijn van belang in Het zwanenmeer:
- Prins Siegfried - Held van het verhaal. Siegfried is pas meerderjarig en moet trouwen van zijn moeder. Hij wordt verliefd op Odette.
- Benno - Een vriend van de prins die mee op jacht gaat. Hij had een opvallende rol in de choreografie van Lev Ivanov.
- Odette - Een jonge vrouw die door Von Rothbarts betovering in een zwaan werd veranderd. Zij wordt verliefd op Siegfried.
- Von Rothbart - Kwaadaardige tovenaar die Odette betoverd heeft. Hij misleidt de prins door zijn dochter op Odette te doen lijken.
- Odile - De dochter van Von Rothbart. Zij danst verleidelijk voor Siegfried en voorkomt zo dat Odettes vervloeking verbroken wordt.

### De zwarte zwaan
In heel wat opvoeringen van Het zwanenmeer en in de populaire beeldvorming is Odile een "zwarte zwaan". Dit beeld dient om de parallel én het contrast met Odette te vergroten. Er was echter geen zwarte zwaan in de oorspronkelijke productie of in de Petipa-Ivanov-revival uit 1895. Tot in de late jaren dertig en vroege jaren veertig was Odile gewoon Von Rothbarts kwaadaardige dochter. Zo droeg Pierina Legnani, die in 1895 de rol danste, een veelkleurig glitterkostuum van een tovenares. Een keerpunt was de opvoering van het derde bedrijf als De magische zwaan in 1941 door de Ballet Russe de Monte Carlo te New York. Daarin droeg ballerina Tamara Toumanova het kostuum van een zwarte zwaan. Die keuze moest het verschil met de witte zwaan uit het bekende tweede bedrijf benadrukken. Hoewel dit niet de eerste dergelijke aanpassing van Odiles kostuum was, werd de zwarte zwaan kort na deze uitvoering een begrip.

## Choreografie

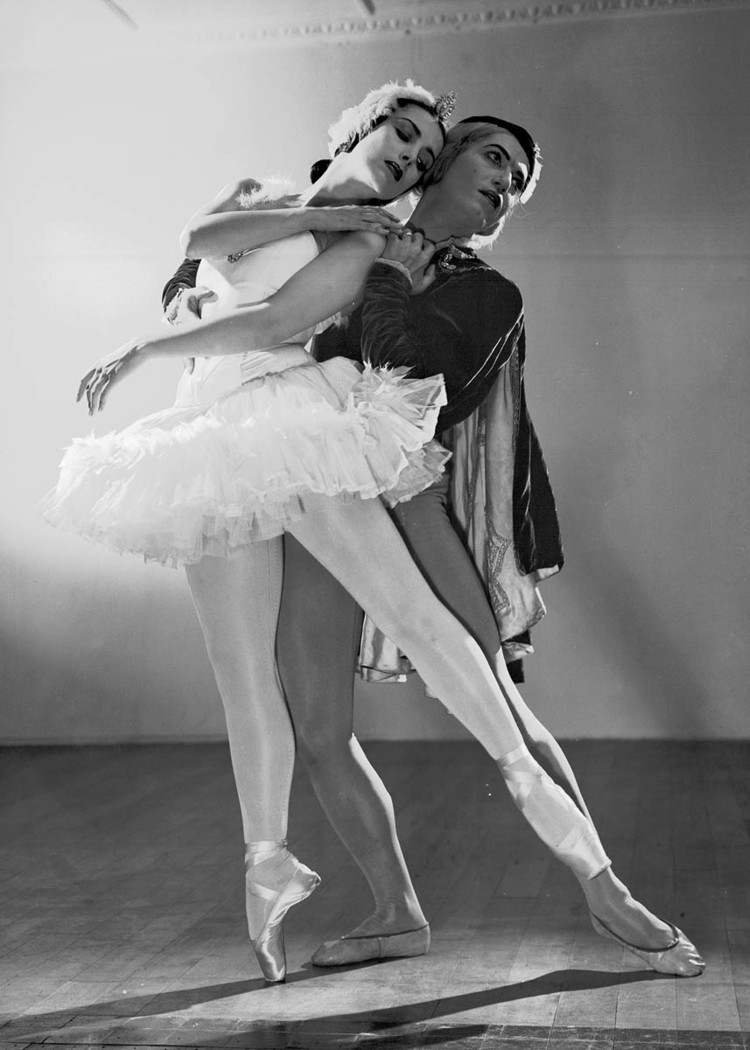
Tamara Toumanova en Serge Lifar in de pas de deux; Odette geeft zich over aan de prins (Ballet du Théatre, ca. 1940)

De choreografie voor de originele productie van Het zwanenmeer uit 1877 is niet bewaard gebleven. Critici uit die tijd noemden de bewegingen saai en gestereotypeerd. De basis voor latere en dus ook hedendaagse uitvoeringen is de productie door het Mariinskiballet uit 1895. Deze volledige versie van Het zwanenmeer groeide uit een revival van het tweede bedrijf uit 1894. De taak om voor dat tweede bedrijf een nieuwe choreografie te ontwerpen, schoof Marius Petipa door naar zijn assistent Lev Ivanov. Voor het volledige ballet uit 1895 verdeelden ze het werk. Ivanov behield de controle over het tweede bedrijf. Hij kreeg ook het vierde bedrijf toegewezen. In beide delen komen de zwanen sterk aan bod. Petipa dacht het eerste en derde bedrijf uit. Toch choreografeerde Ivanov ook delen van dat derde bedrijf. De Napolitaanse en Hongaarse dansen uit de grand divertissement werden aan hem toevertrouwd. Vaak wordt ook de pas de deux, gedanst door prins Siegfried en Odile, aan Ivanov toegeschreven. Petipa nam vaak krediet voor werk dat hij aan zijn assistent uit handen gaf en de pas de deux wijkt inderdaad sterk af van Petipa's stijl. Toch is er voor deze claim geen sluitend bewijs.
Enerzijds is in Het zwanenmeer het academisme van Petipa merkbaar. De afwisseling van klassieke dansen en karakterdansen doen het ballet aansluiten bij de divertissements die het ballet aan het eind van de 19e eeuw typeren. Net zoals in klassiek ballet vormt het verhaal slechts een basis waarop de dans gebracht wordt. Toch werd Het zwanenmeer een sprookjesspektakel waarin de ballerina centraal staat. Het ging in latere uitvoeringen dichter aanleunen bij het romantisch ballet van La Sylphide. Hoewel Het zwanenmeer buiten die stijlperiode valt, is er met name in de delen die Ivanov choreografeerde sprake van een renaissance van romantisch ballet. De vloeiende combinatie van dansen en het werken met romantische beelden tonen de invloed van Jules Perrots tweede bedrijf van Giselle.
Ivanovs complexe maar vloeiende choreografie is een ongewone manier om een verhaal te brengen in theater. De ontwikkeling van het verhaal wordt niet letterlijk gebracht, maar poëtisch en symbolisch verteld in dans-beelden. Het was een vernieuwing die de vergelijking tussen ballet en de beste opera's en toneelstukken weer deed opgaan. Balletdanser en choreograaf Serge Lifar noemde Het zwanenmeer een van de meest perfecte producties. Hij omschreef de dansen van Ivanov als "bekleed met zo een zuiverheid van stijl, zo een rijkdom, zo een technische perfectie van figuren en passen dat ze de laatste en mooiste creatie zijn van de 19e eeuw."
Ondanks de innovatieve choreografie liet Het zwanenmeer plaats voor traditionele mime. De gebaren dragen het verhaal, zoals wanneer Odette de situatie van zichzelf en de andere zwanen uitlegt aan Siegfried. Latere producties vervingen deze scènes soms door dans-beelden die werden afgeleid van Ivanovs werk elders in het tweede bedrijf. Die vervanging weegt echter op de structuur van de dans zoals Ivanov die plande. Ook ging Ivanovs choreografie voor het vierde bedrijf verloren. Deze onderging grote veranderingen bij revivals van het Mariinskiballet en het Bolsjojballet. Hedendaagse uitvoeringen van Het zwanenmeer door niet-Russische gezelschappen nemen voor het laatste bedrijf doorgaans de versie van het Vic-Wells Ballet uit 1934 als basis.

### Pas de deuxvan Odette
De innovatieve choreografie van Lev Ivanov is merkbaar in de grand pas de deux van Odette en prins Siegfried uit het tweede bedrijf. Deze pas de deux was oorspronkelijk een groot adagio à trois voor Odette, Siegfried en Benno. Dit was om de last van de dans niet volledig bij de ouder wordende Pavel Gerdt te leggen. Pas aan het eind van de 19e eeuw, wanneer Nikolai Legat de rol van Siegfried overnam, werd het een volwaardige pas de deux. In deze choreografie streefde Ivanov geen realisme na. Hij steunde op poëtische dans-beelden. Zo verbeeldt Odette het landen van de zwaan door te knielen en met de romp en armen voorwaarts te buigen. Verder suggereren de bewegingen van de armen en het hoofd dat ze in vlucht is op sterke vleugels, haar veren gladstrijkt enz. Dit doet de ballerina steeds met een nobele uitstraling en met oog voor de tragische kwaliteit van Odettes situatie. Tussen de pas de deux treedt ook even het corps de ballet op de voorgrond. Ivanovs choreografie biedt daarmee een vooruitblik op de volwaardige rol die het corps de ballet na het klassiek ballet zou krijgen door toedoen van Michel Fokine en de Ballets Russes.
In de pas de deux overwint Odette langzaam haar angst voor prins Siegfried. Die angst maakt zelfs geleidelijk aan plaats voor liefde. Het contrast tussen de initiële reflex om zich te verstoppen en de finale overgave aan de belofte van de prins, definieert de hele scène. De ontwikkeling die Odette doormaakt, is ook zichtbaar in haar dans. Aan het begin van de pas de deux lijkt ze nog te willen vluchten. Op het einde neemt prins Siegfried haar hand vanuit een arabesque aan. Hij sluit haar in zijn armen en zij rust haar hoofd op zijn schouder. Op het einde van het tweede bedrijf verlaat Odette het podium achterwaarts en pointe. Ze is gedwongen door de vloek van Von Rothbart om te vertrekken en sleept haar armen achter zich aan, smekend naar prins Siegfried die beloofde haar te bevrijden.
Door de poëtische en expressieve kwaliteit van de dans-beelden zijn geen twee interpretaties dezelfde. Onder de ballerina's die de rol succesvol neerzetten, bevinden zich Pierina Legnani, Anna Pavlova, Tamara Karsavina, Galina Oelanova, Alicia Markova en Margot Fonteyn. Oelanova hield steeds delen van haar lichaam in beweging tijdens de grand pas de deux, wat aanleiding gaf tot een zekere mystiek. Margot Fonteyn gebruikte haar ogen om de beweging af te maken. Zij keek de prins langzaam aan wanneer die zich naar haar keerde na een diepe buiging over haar knie.

### Pas de deuxvan Odile
In het derde bedrijf is er een pas de deux van Odile en Siegfried. Wat nu bekendstaat als de pas de deux van de zwarte zwaan, bedacht Marius Petipa aanvankelijk als een grand pas de deux à quatre demi d'action. Hij werd dus door vier rollen gedanst: Odile, prins Siegfried, een tweede minnaar en Von Rothbart. Net als bij de pas de deux van Odette speelde in deze keuze de fysieke last die danser Pavel Gerdt op zijn leeftijd aankon. Von Rothbart bracht in de choreografie van Petipa voor de pas de deux ook actie (mime-gebaren). Latere producties herwerkten de choreografie tot een zuivere dans voor de rollen van Siegfried en Odile.
In Het zwanenmeer krijgt de ballerina zowel de rol van Odette als Odile. Petipa laat Odile in haar dans de leidmotieven uit Odettes pas de deux van het tweede bedrijf herhalen. Toch is het dansen van die dubbele rol een hele uitdaging. Het vraagt om een stijlverschil neer te zetten, vergelijkbaar met de taak voor de prima ballerina in het eerste en tweede deel van Giselle. De expressieve choreografie van Lev Ivanov voor Odette maakt in de pas de deux van Odile plaats voor meer academische dans. Het duaal karakter van de rol Odette-Odile steunt dus op het contrast tussen de romanticus Ivanov en de classicist Petipa. Odette danst vloeiend en in eenheid met de muziek. Odile houdt haar dans op in momenten en domineert de scène. De leidmotieven van Odette worden zo in Petipa's choreografie de briljante technische opvoering van een tovenaarsdochter. Een tweede verschil tussen beide pas de deux ligt in de actie van de personages. In de rol van Odette is de ballerina eerder passief. Ze zoekt niet naar de liefde van de prins en wil eerst zelfs vluchten. Odile is actief en kent geen terughoudendheid. Zij verleidt stoutmoedig de prins. Hier is het gebruik van de ogen en het hoofd erg belangrijk. Odette keert zich langzaam naar Siegfried. Odile gebruikt van bij het begin haar ogen, armen en lichaam om zijn aandacht te trekken. Zij zoekt constant zijn blik op en wil door hem bewonderd worden.
Een ophefmakend onderdeel van deze pas de deux bestaat uit 32 fouettés en tournant. In de coda die volgt op Odiles variatie (solo) slaat de ballerina in snelle opvolging 32 keer de zweepbeweging met haar been terwijl ze op het andere been ronddraait. Dit was toen de choreografie ontworpen werd een verbazingwekkende prestatie. Petipa voegde de serie fouettés toe voor Pierina Legnani die in 1895 de rol van Odette-Odile danste. Legnani had een sublieme techniek en kon de inspanning dus aan. Door vooruitgang in danstechniek en scholing is de prestatie vandaag echter niet meer uitzonderlijk. Bovendien kwam er veel kritiek op de fouettés. Critici zagen het als een acrobatische vertoning waarvan de inclusie in Het zwanenmeer geen artistieke reden kende. Valerian Svetlov hekelde de automatische beweging: "Laat ons eens indenken dat een danser, in plaats van 32 fouettés, er 48 kan neerzetten, of 64 of eender welk aantal. Wat zou er gebeuren? De mens zou een machine worden." Deze ontvangst maakte dat choreografen de fouetté in latere balletten vooral gebruikten in een duidelijke link met hun verhaal.

### Overige rollen en dansen

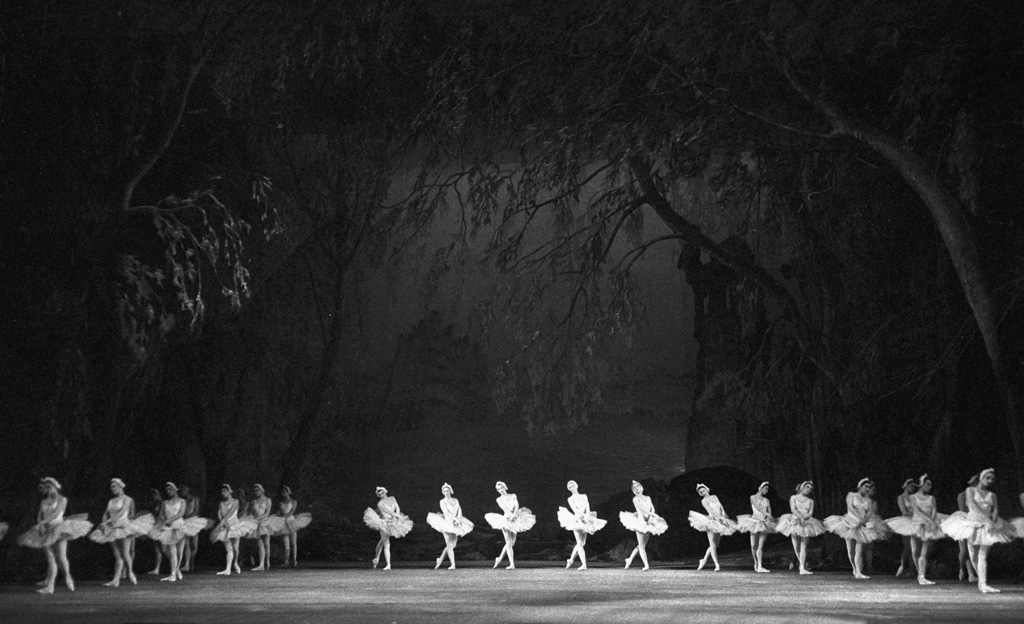
De Wals van de zwanen, een voorbeeld van het ballet blanc in het tweede en vierde bedrijf (Bolsjojballet, 1950)

Het eerste bedrijf bevat een landelijke wals, de Wals van de dorpelingen. Petipa ontwierp de dans voor een corps de ballet van wel veertig dansers. Er is ook een pas de trois die hedendaagse gezelschappen haast ongewijzigd brengen. Dit is een technisch veeleisende dans. Hij wordt voor het grootste deel en pointe gebracht en omvat verschillende draaibewegingen. Petipa liet in de pas de trois de ballerina die de eerste variatie danst van het podium verdwijnen voor het einde van de entree. Het zwanenmeer bevat ook een wals van Ivanov, de Wals van de zwanen. Deze passage is een duidelijk voorbeeld van ballet blanc in het stuk. Zowel het Mariinskiballet als het Royal Ballet houden de wals in hun producties. Het is aan het einde van deze dans dat Odette voor het eerst opkomt.
Opvallend is de Dans van de zwaantjes uit het tweede bedrijf. Deze pas de quatre vergt geen grote technische vaardigheid. Wel moeten de vier danseressen een perfecte coördinatie hebben. Ivanov wilde imiteren hoe jonge zwanen elkaar opzoeken en samen bewegen ter bescherming. De danseressen komen op in een lijn en kruisen hun armen in elkaar. Ze bewegen zijwaarts in 16 pas de chat. Aan het einde van hun dans breken ze de ketting. De zwaantjes proberen weg te vliegen, maar vallen neer. Dit deel van de choreografie blijft in de meeste producties onaangeroerd.
Naast deze klassieke stukken omvat Het zwanenmeer in het derde bedrijf ook nationale dansen. Petipa ontwierp de Spaanse dans en de mazurka. Ivanov leverde een Napolitaanse en Hongaarse dans. Deze zijn echter niet bewaard gebleven. Enkel de Spaanse dans is opgetekend in de versie van choreograaf Alexander Gorski uit 1913. Bij de première in 1895 danste Petipa's dochter, Marie Petipa, in de Hongaarse dans. De solo uit de mazurka ging naar Felix Ksjessinski.
In moderne versies van het tweede bedrijf komt prins Siegfried vaak alleen op in plaats van met een jachtgezelschap. Ook wordt de mime-scène tussen hem en Odette vaak geschrapt. In sommige producties maakt de prins een alternatief gebaar voor dans in het derde bedrijf. Gewoonlijk draaien de handen een kleine cirkel om elkaar boven het hoofd, waarna de danser zijn armen wijd opent terwijl hij een stap naar achteren zet. Op zijn verlovingsbal brengt de prins soms zijn armen voor het lichaam en zwaait ze zijwaarts bij een buiging.

## Muziek

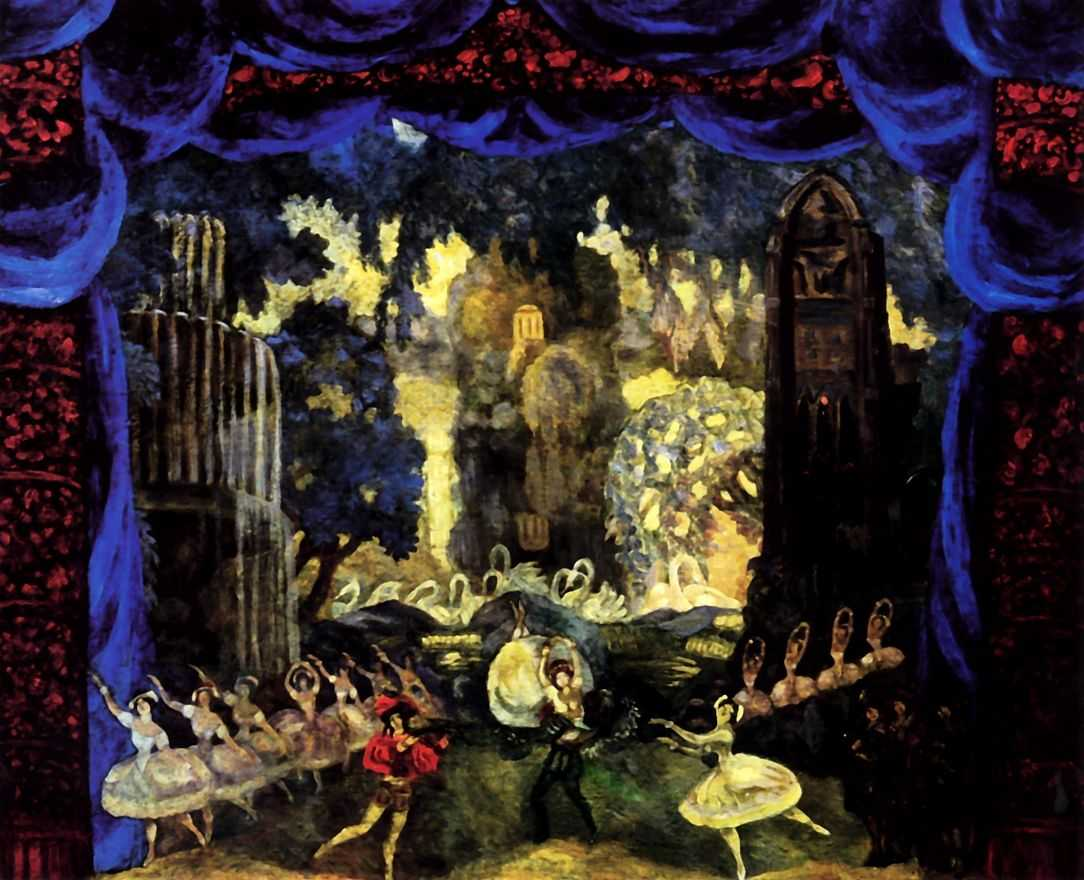
Setontwerp van Sergej Soedejkin voor het tweede bedrijf (Ballets Russes, 1911)

Het Bolsjojballet gaf in 1875 de commissie voor de score van Het zwanenmeer aan Pjotr Iljitsj Tsjaikovski. De oorspronkelijke productie van het ballet werd echter slecht ontvangen. De leiding over het orkest lag bij de première in 1877 bij een dirigent die negatieve opmerkingen maakte over Tsjaikovski's muziek. Dit roept vragen op over de muzikale uitvoering. Tsjaikovski gaf zichzelf echter de schuld en nam zich voor om de instrumentatie aan te passen voor latere revivals. Het is niet zeker of de componist de compositie zelf wilde herzien. Wel keurde hij de toevoeging van drie nummers van Riccardo Drigo goed als interpolaties in de productie.
Doordat Tsjaikovski stierf in 1893, twee jaar voor de eerste revival van Het zwanenmeer, moest Drigo zelf de score herzien. Er zijn grote verschillen in opbouw tussen de originele compositie en de bijgewerkte versie van Riccardo Drigo. Modest Tsjaikovski, de broer van de oorspronkelijke componist, keurde zijn wijzigingen goed. Hoewel hij zelden gecrediteerd wordt, is het de partituur van Drigo die sinds de Petipa-Ivanov-revival van Het zwanenmeer als basis gebruikt wordt. Heel wat gezelschappen maken alsnog hun eigen aanpassingen in de score, maar doorgaans gaan ze uit van Drigo's werk.
Het is opmerkelijk dat choreograaf Marius Petipa wilde werken met een bestaande compositie. Petipa was het namelijk gewoon om strikte eisen aan de componist op te leggen, zoals Tsjaikovski zelf merkte toen hij Doornroosje (1890) en De notenkraker (1892) componeerde. De muziek voor Het zwanenmeer was niet gebouwd op de muzikaal rigide formules van Petipa en toont daardoor meer affiniteit met Tsjaikovski's opera's. Net omdat de muziek uit 1877 zo symfonisch is, gaf Petipa in 1894 de taak om het tweede bedrijf een nieuwe choreografie te geven door aan zijn assistent Lev Ivanov.

## Kostuums en decor
Voor de revival door het Mariinskiballet uit 1895 werden realistisch opgebouwde sets gebruikt. Dit was toen typisch voor het gezelschap uit Sint-Petersburg. De sets waren ontworpen door Michail Botsjarov en Henrich Levogt. Het decor voor het meer van de zwanen uit het tweede en vierde bedrijf toonde een oever met de ruïne van een kapel. Voor het derde bedrijf werd een schitterende balzaal voorzien. Vaslav Nijinski ontwierp de kostuums voor de productie van de Ballets Russes uit 1911. De sets waren van Sergej Soedejkin.
Een opmerkelijke ontwerpgeschiedenis is die van Leslie Hurry. Hurry voorzag maar liefst drie verschillende producties van het Sadler's Wells Ballet van inkleding. De eerste versie was grotesk en onbevredigend. Ook het ontwerp uit 1943 was volgens critici niet in overeenstemming met het sentiment van de dans en de muziek. De harde kleuren van de decors riepen eerder mysterie op dan romantiek. In 1952 gaf Hurry het meer en het woud zo vorm alsof ze in de 19e eeuw geschilderd zouden zijn, met een uitstraling die niet te ver van de werkelijke natuur ligt. Voor het derde bedrijf ontwierp hij een realistische gotische hal.
De witte kostuums van de zwanen domineren het tweede en vierde bedrijf. Deze passages gelden daarom als voorbeeld van ballet blanc in een klassiek stuk.

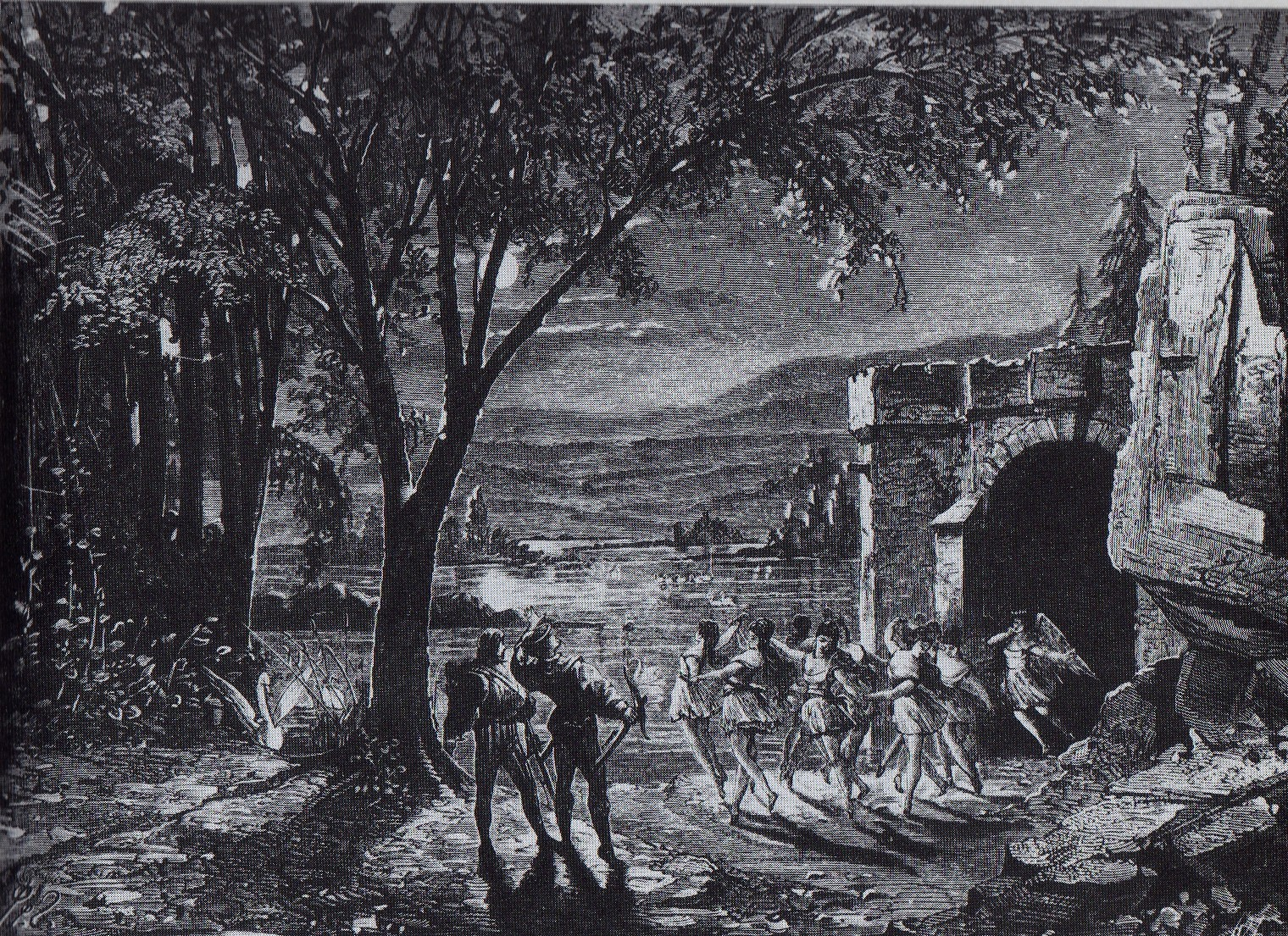
Setontwerp voor het tweede bedrijf bij de originele productie (Bolsjojballet, 1877)
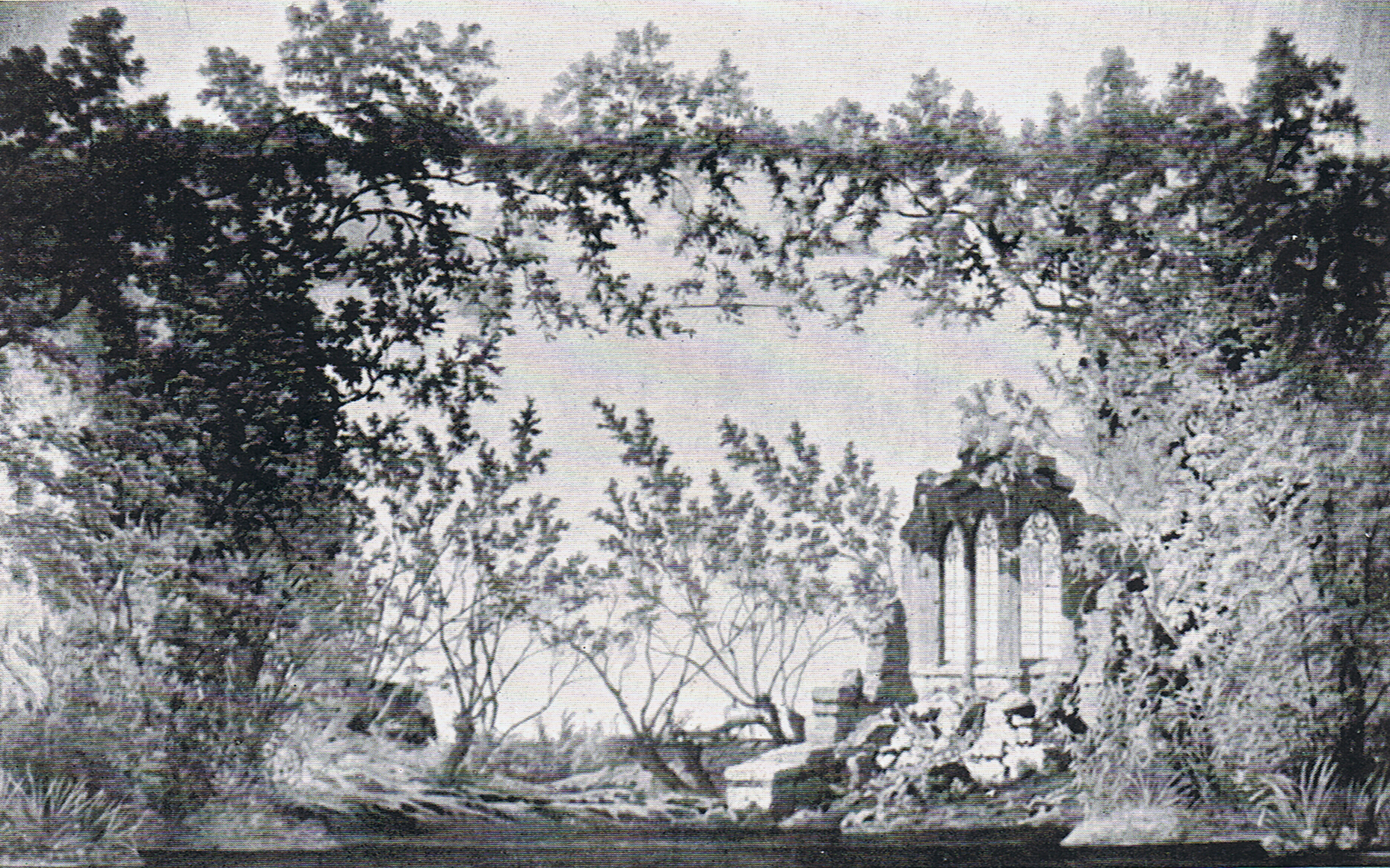
Setontwerp van Botsjarov en Levogt, tweede bedrijf (Mariinskiballet, 1895)
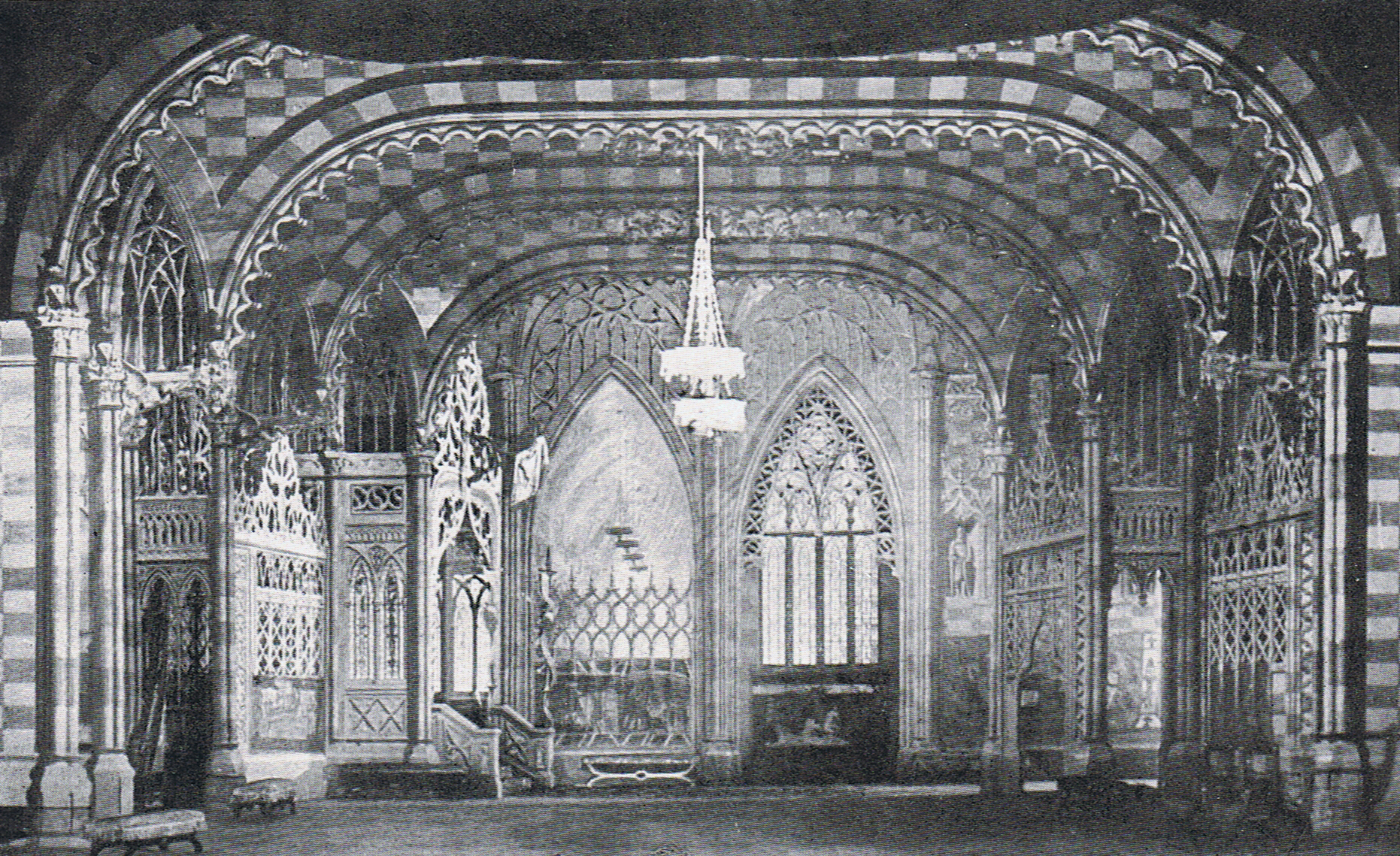
Setontwerp van Botsjarov en Levogt, derde bedrijf (Mariinskiballet, 1895)
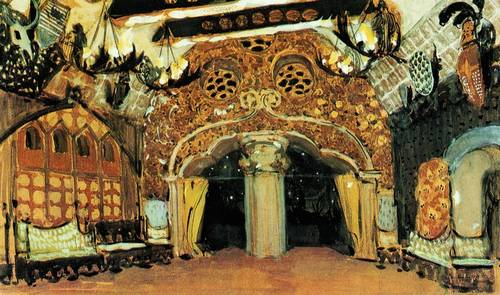
Setontwerp van Alexander Golovin voor het derde bedrijf (Bolsjojballet, 1901)

## Producties

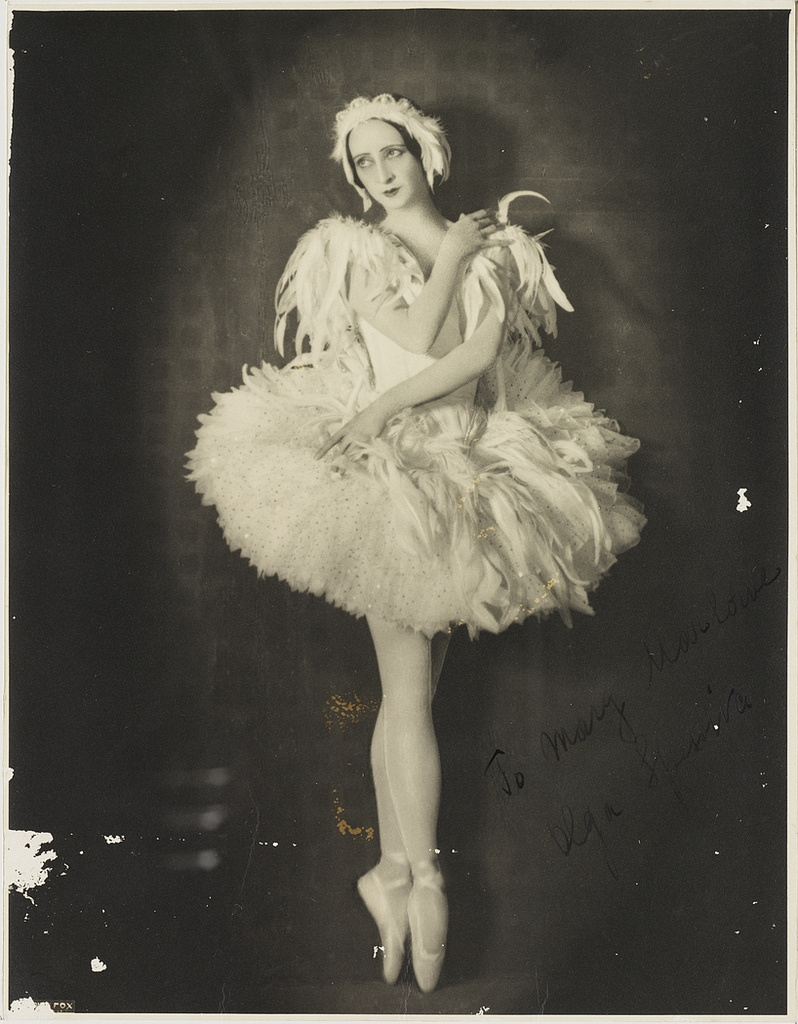
Olga Spessivtzeva als de witte zwaan Odette (Vic-Wells Ballet, 1934)

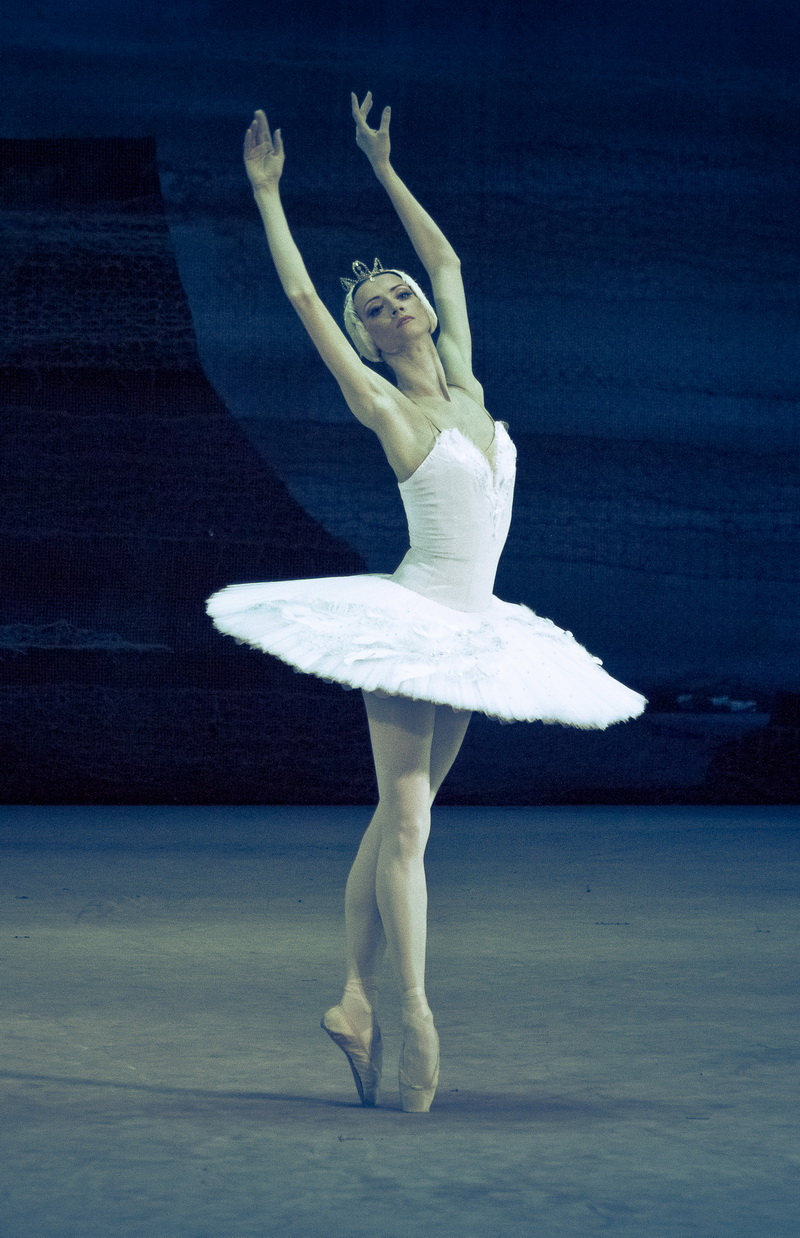
Svetlana Lunkina als de witte zwaan Odette (Bolsjojballet, 2011)

### Oorspronkelijke productie
Het Bolsjojballet vroeg in 1875 aan Pjotr Iljitsj Tsjaikovski om de score te componeren voor een nieuw ballet. Wie het libretto schreef, weten we niet met zekerheid. Het programma gaf geen auteurs op. Waarschijnlijk gaat het om artistiek directeur Vladimir Begitsjev. Een archiefkopie van het libretto draagt echter een nota die naar danser Vasily Geltser wijst. Zowel Begitsjev als Geltser herwerkten het verhaal met Modest Tsjaikovski voor de revival uit 1895.
De choreografie voor de oorspronkelijke productie van Het zwanenmeer werd voorzien door Julius Reisinger. Het volledige ballet in vier bedrijven ging in première op 4 maart 1877 te Moskou. Ballerina Anna Sobetsjanskaja danste de dubbele hoofdrol Odette-Odile. Deze eerste productie faalde en kreeg kritiek op nagenoeg ieder aspect van de uitvoering.

### 19e-eeuwse revival
De directeur van het Mariinskiballet, Ivan Vsevolosjki, had interesse voor de revival van één bedrijf voor zijn balletseizoen van 1886-1887. Tsjaikovski gaf aan dat Vsevolosjki beter voor het tweede bedrijf kon kiezen. Die revival kwam er echter niet onmiddellijk. Pas na de dood van Tsjaikovski gaf Vsevolosjki de opdracht tot een nieuwe productie van het tweede bedrijf. Dit maakte in 1894 deel uit van een in memoriam-opvoering waarbij ander werk van de overleden componist gebracht werd. Marius Petipa schoof de opdracht om voor het tweede bedrijf een nieuwe choreografie te ontwerpen door naar zijn assistent, Lev Ivanov. De revival bleek een groot succes te zijn. Voor 1895 werd het volledige ballet van een nieuwe choreografie voorzien. Ditmaal verdeelden Petipa en Ivanov het werk. Tsjaikovski's score voor de productie uit 1877 werd herwerkt door Ricardo Drigo. Deze productie van Het zwanenmeer wordt beschouwd als het hoogtepunt van klassiek ballet. Het stuk werd een van de populairste balletten.
De Italiaanse ballerina Pierina Legnani danste bij de première van 1895 in de hoofdrol. Pavel Gerdt was te zien als prins Siegfried en Alexei Bulgakov nam de rol van Von Rothbart. Alexander Oblakov danste als Benno. Toen Legnani in 1901 het gezelschap verliet, werd de rol van Odette-Odile overgenomen door Mathilde Ksjesinskaja.

### 20e eeuw
Het Bolsjojballet bracht zelf een revival van Het zwanenmeer in 1901. Het gezelschap van Sergej Diaghilev, de Ballets Russes maakten hun eigen productie in twee bedrijven in 1911. Daarin dansten Tamara Karsavina en Pierre Vladimirov als Odette en prins Siegfried. Vaslav Nijinski ontwierp de kostuums en de sets waren van Sergej Soedejkin.
Het Vic-Wells Ballet bracht in 1934 het volledige Petipa-Ivanov ballet voor het eerst buiten Rusland. De compagnie nam het samen met De notenkraker in hun repertoire op. Danser en choreograaf Nikolas Sergejev reconstrueerde de choreografie uit zijn geheugen. Alicia Markova en Robert Helpmann namen de hoofdrollen op zich. Opmerkelijk is dat voor deze productie de eerste pas de deux behouden was als de dans voor drie van Ivanov. In latere uitvoeringen dansten Odette en Siegfried wel een zuivere pas de deux zoals traditie geworden was. Wel was de directeur van het gezelschap, Ninette de Valois, ontevreden met de choreografie voor het vierde bedrijf. Ze maakte tal van aanpassing. Omdat ook in de Sovjet-Unie aanpassingen werden gemaakt, gingen de passen van Ivanov verloren. Het vierde bedrijf zoals opgevoerd door Vic-Wells werd daarom een model voor latere producties.
Het Ballet Russe de Monte Carlo bracht in 1941 het derde bedrijf als De magische zwaan te New York. Daarin danste Tamara Toumanova in een kostuum dat mee de gewoonte heeft neergezet om van Odile een zwarte zwaan te maken. In 1943 bracht het Vic-Wells Ballet - toen Sadler's Wells Ballet - een versie van Het zwanenmeer met een alternatief einde. In dit ballet verdrinkt Odette zichzelf in het meer. Wanneer Siegfried haar vindt, volgt hij haar. In de apotheose drijven ze dromerig met een boot weg in eeuwige gelukzaligheid. In 1986 probeerde het Royal Ballet de choreografie van Ivanov zo goed als mogelijk te herstellen.

### 21e eeuw
In 2017 ging het Shanghai Ballet in Nederland op tournee met de grootste bezetting van Het zwanenmeer ooit. In een choreografie van Derek Deane bracht het Shanghai Ballet in samenwerking met Stardust Theatre het Grootste Zwanenmeer ter Wereld met 48 Chinese ballerina's als dansende zwanen. Uitvoeringen waren er onder meer in het Koninklijk Theater Carré in Amsterdam en het World Forum in Den Haag. De hoofdrollen werden gedanst door Wu Husheng (prins Siegfried) en Qi Bingxue (Odette/Odile).

### Alternatieve versies
De muziek van het Tsjaikovski en het thema van Het zwanenmeer werden ook gebruikt in enkele producties waarin het plot sterker aangepast werd. In 1976 herwerkte de Amerikaans-Duitse choreograaf John Neumeier het plot tot een psychotisch drama. Zoals de titel, Illusions Like Swan Like, enigszins aangeeft gaat het over een koning die zich inbeeldt in het zwanenmeer te zijn terecht gekomen als prins Siegfried. Het plot is gebaseerd op zowel het leven van de componist als het leven van koning Lodewijk II van Beieren. 
Choreograaf Matthew Bourne gaf Swan Lake (1995) zowel een psychotische als homo-erotische inslag mee. Een jonge prins, gedomineerd door zijn moeder, verkent voor het eerst de wereld buiten zijn kasteel. Hij wordt verliefd op een krachtige mannelijke zwaan die hij gezien heeft in een park. Hoewel algemeen gesproken het plot ernstig is, wordt het stuk ook gekenmerkt door heel wat humoristische elementen: discodansen op muziek van Tsjaikovski, een parodie op balletvoorstellingen, een klunzige (vrouwelijke) huwelijkskandidaat voor de prins.

## Trivia
- Het zwanenmeer speelt een prominente rol in de film Black Swan uit september 2010, met Natalie Portman in de rol van witte én zwarte zwaan.